# Horná Streda
Horná Streda és un poble i municipi d'Eslovàquia que es troba a la regió de Trenčín.

## Història
La primera menció escrita de la vila es remunta al 1263.

## Demografia
| Godina             | 1994 | 2004   | 2014   | 2024   |
| ------------------ | ---- | ------ | ------ | ------ |
| Nombre de persones | 1328 | 1264   | 1350   | 1420   |
| Diferència         |      | −4,81% | +6,80% | +5,18% |

| Godina             | 2023 | 2024   |
| ------------------ | ---- | ------ |
| Nombre de persones | 1415 | 1420   |
| Diferència         |      | +0,35% |